# Terrier japonais
Le terrier japonais (日本テリア (Nihon teria)) est une race de chiens originaire du Japon. La race s'est créée à partir de croisements entre des terriers européens apportés au XVIIe siècle au Japon tel le fox-terrier à poil lisse et des chiens autochtones. Il est alors utilisé comme un « chien de dames ». La sélection commence au début du XXe siècle mais la race reste cependant très rare, même au Japon.
Le terrier japonais est un chien de terrier de petite taille d'allure élégante et bien dessinée. Le corps s'inscrit dans un carré. La queue est coupée entre la troisième et la quatrième vertèbre. Le chanfrein est droit et se termine par une truffe noire. Les oreilles assez petites sont en forme de « V ». Le poil est ras, à dominance blanche avec la tête noire et feu et éventuellement des taches noires ou fauves sur le corps.
Vive et enjouée comme un terrier, la race est un chien de compagnie depuis le commencement de la sélection.

## Historique
Le terrier japonais est issu de croisements entre des fox-terriers à poil lisse importés à Nagasaki depuis les Pays-Bas durant le XVIIe siècle, des terriers d'agrément anglais noir et feu et l'english white terrier, une race disparue, et des chiens d'arrêt et des chiens de petite taille autochtones. Le terrier japonais est alors apprécié comme « chien de dames », notamment dans les villes portuaires comme Kobe ou Yokohama. La sélection commence qu'à partir des années 1920, ce qui permit de fixer le type une dizaine d'années plus tard.
Avec aucune inscription au livre des origines français (LOF) en 2012, la race est très peu représentée en France. En 2013, seuls 63 inscriptions sont comptabilisées par le Kennel Club japonais, ce qui en fait la 72e race en termes de popularité dans son pays d'origine.

## Standard

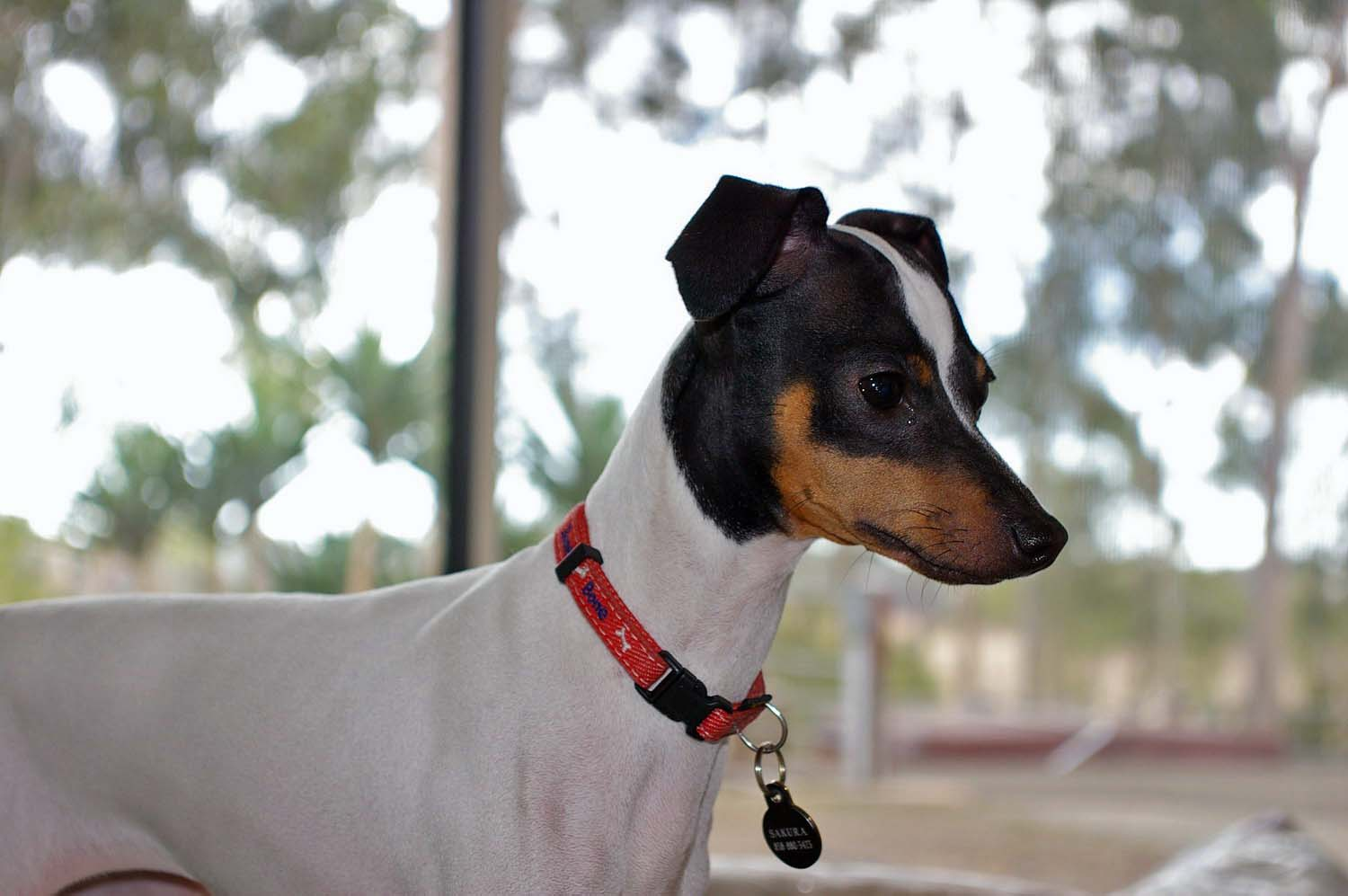
Portrait d'un terrier japonais.

Le terrier japonais est un chien de terrier de petite taille d'allure élégante et compacte. Le corps s'inscrit dans un carré. La queue est modérément fine : elle est coupée entre la troisième et la quatrième vertèbre.
La tête présente un crâne plat et modérément étroit, avec stop très peu marqué. Le chanfrein et le crâne sont de même longueur. Le chanfrein droit se termine par une truffe noire. De taille moyenne, les yeux sont de forme ovale et de couleur foncée. Attachées haut, les oreilles assez petites sont en forme de V et tombent vers l'avant.
Le poil est ras : il ne mesure qu'environ deux millimètres de longueur. Il est lisse, dense et brillant. La robe est à dominance blanche avec la tête noire et feu et éventuellement des taches noires ou fauves sur le corps.

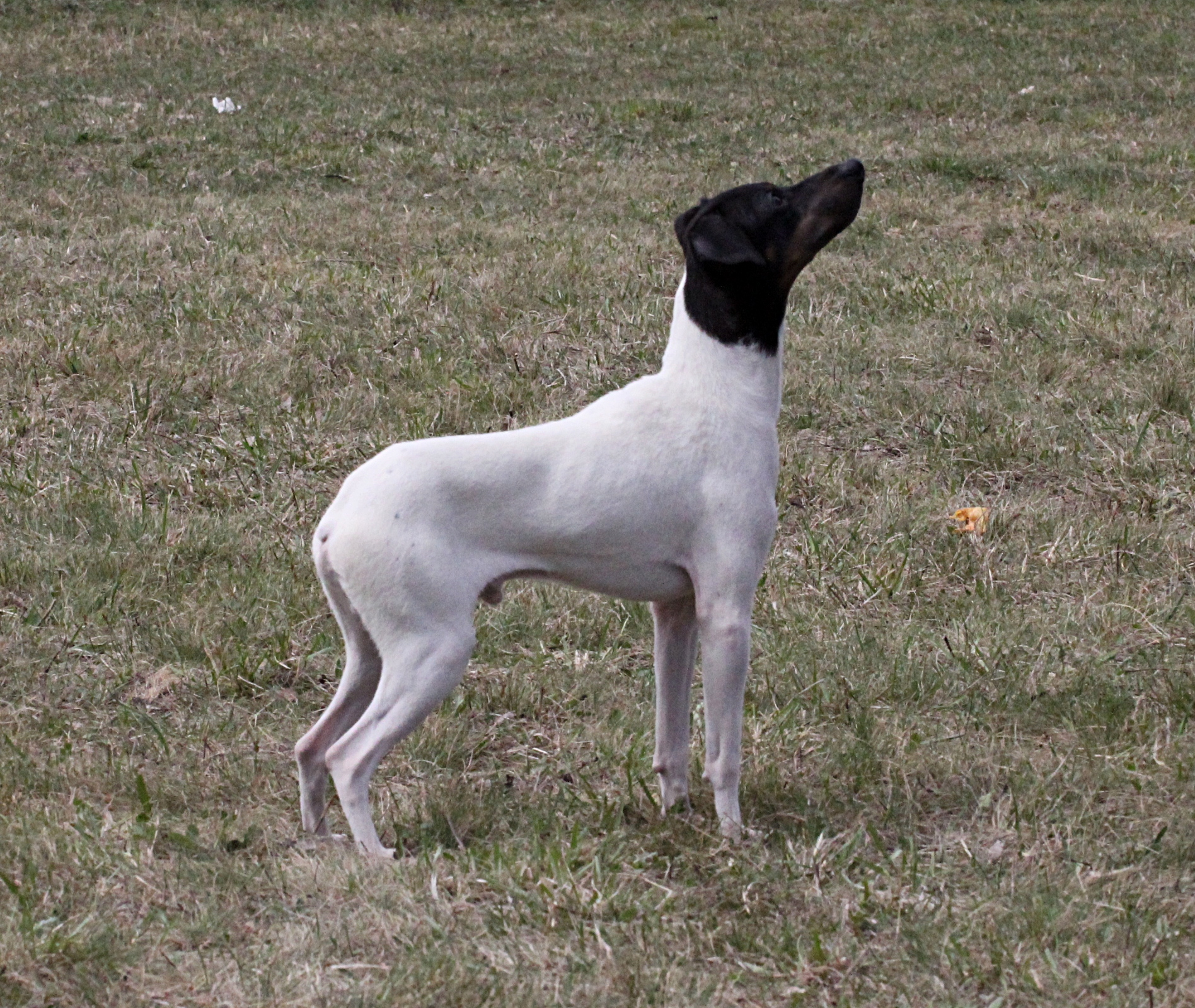
La queue est coupée, la robe est blanc dominant avec des marques de couleurs sur la tête.

## Caractère
Le standard FCI décrit la race comme vif et enjoué. Le terrier japonais est moins agressif que les autres terriers et il est décrit comme docile, intelligent et facile à éduquer.

## Utilité
Le terrier japonais est un chien de compagnie depuis le commencement de la sélection de la race.

## Santé
Le club français d'élevage de la race recommande de tester les terriers japonais pour la dysplasie de la hanche, une malformation très douloureuse et héréditaire.